# خوسيه سوتو
خوسيه سوتو (بالإسبانية: José Soto Gómez)‏ (11 يناير 1970 بليما في بيرو - ) هو مدرب كرة قدم ولاعب كرة قدم بيروفي في مركزي قلب الدفاع والدفاع. شارك مع منتخب بيرو لكرة القدم. أما مع النوادي، فقد لعب مع أليانزا ليما ونادي بويبلا ونادي سبورتينغ كريستال ونادي سيلايا وديبورتيفو مانيسيبال ‏.

## وصلات خارجية
- خوسيه سوتو على موقع الاتحاد الدولي (مؤرشف)  (الإنجليزية)
- خوسيه سوتو على موقع قاعدة بيانات كرة القدم.إي يو (الإنجليزية)
- خوسيه سوتو على موقع ناشيونال فوتبول تيمز (الإنجليزية)
- خوسيه سوتو على موقع Soccerway.com (الإنجليزية)